# Tevarit Junsom
Tevarit Junsom (thailändisch เทวฤทธิ์ จุลสม, * 25. Februar 1984) ist ein thailändischer Fußballspieler.

## Karriere
Tevarit Junsom stand von 2014 bis Mitte 2015 beim Sisaket FC unter Vertrag. Wo er vorher gespielt hat, ist unbekannt. Der Verein aus Sisaket spielte in der ersten Liga des Landes, der Thai Premier League. Für Sisaket absolvierte er neun Erstligaspiele. Mitte 2015 wechselte er zum Phuket FC. Mit dem Verein aus Phuket spielte er in der zweiten Liga, der Thai Premier League Division 1. Ende 2015 stieg er mit Phuket in die dritte Liga ab. Hier spielte er noch bis Ende 2017. 2018 nahm ihn der Drittligist Ranong United FC aus Ranong für ein Jahr unter Vertrag.
Seit dem 1. Januar 2019 ist Tevarit Junsom  vertrags- und vereinslos.